# Michael Fekete

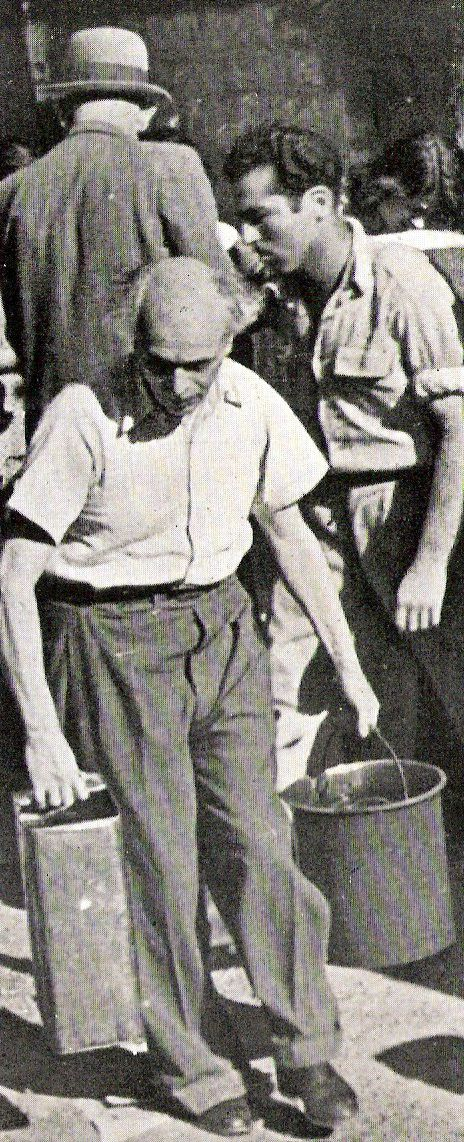
El rector Fekete transportant la seva quota d'aigua durant el setge de Jerusalem (1948)

Michael Fekete (hongarès: Fekete Mihály)  (Senta, 19 de juliol de 1886 - Jerusalem, 13 de maig de 1957) va ser un matemàtic hongarès, d'ètnia jueva, que va viure a Israel.

## Vida i Obra
Fekete va néixer a Senta (avui Sèrbia, però en aquella època Regne d'Hongria) on els seus pares regentaven una llibreria i editora del diari local. Mentre feia els estudis secundaris a la seva vila natal, col·laborava amb els seus pares en l'edició del diari i publicant-hi curtes històries. En acabar els estudis secundaris va ingressar a la universitat de Budapest en la qual es va doctorar en matemàtiques el 1909 sota la direcció del seu principal mestre, Lipót Fejér. Es dona la circumstància de que en hongarès fejér vol dir negre i fekete vol dir blanc; o sigui, que eren el blanc i el negre. El curs següent, 1909-1910, va estar fent estudis post-doctorals a la universitat de Göttingen amb Edmund Landau.
En retronar a Budapest va ser professor de secundària a diversos instituts de la ciutat, compaginant-ho amb algunes classes i direcció de seminaris a la universitat, però sense plaça fixa. I, a partir de 1920, ni tan sols això, potser a causa del seu pensament avançat.
El 1928 va ser invitat a incorporarse a la universitat Hebrea de Jerusalem, quan Edmund Landau la va deixar per les seves dificultats d'adaptació i altres polémiques. Fekete va ser director del Institut de Matemàtiques de la universitat, degà de la facultat de ciències i rector de la universitat entre 1945 i 1948. El 1955 es va retirar de la docència.
Fekete va publicar una vuitantena d'articles científics, la gran majoria sobre temes d'anàlisi matemàtica. Els seus resultats més significatius i alhora més coneguts pertanyen a la teoria de la zona de frontera de conjunts de punts, àlgebra i teoria de funcions complexes. Tot i això, també va obtenir resultats molt valuosos en la teoria de les sèries de Fourier, en la suma de sèries divergents, en la teoria de la interpolació (punts i nodes de Fekete) i, al començament de la seva carrera matemàtica, en teoria de nombres.